# Gestación
Gestación é um filme costa-riquenho de 2009, dirigido por Esteban Ramírez. 

## Sinopse
Jessie é uma jovem humilde da periferia de San Jose, Costa Rica. Através de uma bolsa de estudos, ela tem a oportunidade de estudar em um colégio católico tradicional. Jessie conhece Teo, um adolescente de classe média alta e após terem sua primeira relação sexual, Jessie descobre que está grávida. A partir desse momento, a vida da menina sofre algumas mudanças. As freiras do colégio onde estuda, permitem que a jovem continue seus estudos no colégio, porém sem contato com demais alunas da instituição. Por achar tal decisão injusta, sua amiga Alba, decide fazer uma manifestação, junto com outras colegas de classe, na frente da escola, o que acaba atraindo a atenção da mídia. Com isso, a freira superior é obrigada a volta atrás e permitir que Jessie volte a frequentar sua antiga turma.

## Elenco
- Adriana Álvarez como Jessie.
- Edgar Román como Teo.
- Natalia Arias como Alba
- Abelardo Vladich como Bryan
- María Bonilla como Sor María
- Juan Luis Araya como Pichi
- Marla Bermúdez como Patricia
- Xinia Rojas como Maribel
- María Silva como Cristina
- Teresa Camacho como Abuela

## Prêmios
- Festival de Cinema Latinoamericano de Trieste, Itália

Vencedor nas categorias:
Melhor filme dramático
Melhor direção para Esteban Ramírez
Melhor interpretação para Adriana Álvarez
- Festival de Cinema de Bogotá

Melhor direção